# Baumannella alameda
Baumannella alameda är en bäcksländeart som först beskrevs av James George Needham och Peter Walter Claassen 1925.  Baumannella alameda ingår i släktet Baumannella och familjen rovbäcksländor. Inga underarter finns listade i Catalogue of Life.